# William Butler Yeats
William Butler Yeats, muitas vezes apenas designado por W.B. Yeats (Dublin, 13 de junho de 1865 — Menton, França, 28 de janeiro de 1939), foi um poeta, dramaturgo e místico irlandês. Atuou ativamente no Renascimento Literário Irlandês e foi co-fundador do Abbey Theatre.
Suas obras iniciais eram caracterizadas por tendência romântica exuberante e fantasiosa, que transparece no título da sua colectânea de 1893, The Celtic Twilight ("O Crepúsculo Celta"). Posteriormente, por volta dos seus 40 anos, e em resultado da  sua relação com poetas modernistas, como Ezra Pound, e também do seu envolvimento activo no nacionalismo irlandês, seu estilo torna-se mais austero e moderno.
Foi também senador irlandês, cargo que exerceu com dedicação e seriedade. Foi galardoado com o Nobel de Literatura de 1923. O Comité de entrega do prémio justificou a sua decisão pela "sua poesia sempre inspirada, que através de uma forma de elevado nível artístico dá expressão ao espírito de toda uma nação." Em 1934 compartilhou o Prémio Gothenburg para poesia com Rudyard Kipling.

## Juventude
Yeats nasceu em Sandymount, Dublin. Seu pai, John Butler Yeats, descendia de Jervis Yeats, um comerciante de linho da época de Guilherme III de Inglaterra, que morreu em 1712 e cujo avô, Benjamin, casou com Mary Butler, filha de uma família com propriedades no Condado de Kildare. Por altura do seu casamento, John Yeats estava a estudar direito, mas abandonou rapidamente os estudos para se dedicar a uma carreira como pintor de retratos. A sua mãe, Susan Mary Pollexfen, provinha de uma família anglo-irlandesa do Condado de Sligo. Pouco depois do seu nascimento, Yeats mudou-se para Sligo, para aí permanecer com a sua grande família. Yeats sempre considerou este o seu lar de infância por excelência. A família Butler Yeats era muito dedicada às artes. O irmão de William, Jack, tornar-se-ia um conhecido pintor e as suas irmãs, Elizabeth e Susan, fizeram ambas parte do movimento Arts and Crafts.
Finalmente, a família mudou-se para Londres para permitir a John prosseguir a sua carreira. De início, os filhos da família Yeats foram educados em casa. A sua mãe, com saudades de Sligo, entretinha os filhos com contos populares do seu condado de origem. Em 1877, William entrou para a escola Godolphin, onde estudou quatro anos. Pelo que parece, não gostou da experiência e não se distinguiu particularmente entre os seus colegas, academicamente. Por razões financeiras, a família voltou para Dublin cerca de 1880, vivendo primeiro no centro da cidade e, mais tarde, no subúrbio de Howth.
Em Outubro de 1881, Yeats retomou a sua formação académica na Erasmus Smith High School de Dublin. O estúdio do seu pai estava localizado ali perto e foi aí que Yeats começou a conviver com muitos artistas e escritores da cidade. Manteve-se na escola secundária até Dezembro de 1883. Começou a escrever poesia por esta altura.

## Primeiras obras poéticas
Em 1885, os primeiros poemas de Yeats, bem como um ensaio designado por The Poetry of Sir Samuel Ferguson, são publicados na Dublin University Review. De 1884 a 1886, frequentou a Metropolitan School of Art (hoje designada como National College of Art and Design) em Kildare Street.
Ainda antes de escrever poesia que Yeats associava poesia a ideias e sentimentos religiosos. Descrevendo a sua infância, diria mais tarde que a sua única crença inabalável consistia em acreditar que se houvesse algo na filosofia que tivesse tomado a forma de poesia era a ideia de que se tinha sido "um espírito poderoso e benevolente a dar forma ao destino deste mundo, podemos descobrir melhor esse destino através das palavras que o coração acolheu no seu desejo do mundo".
As primeiras tendências poéticas de Yeats inspiram-se nos mitos e folclore irlandês, bem como na prosódia e coloratura dos versos pré-Rafaelitas. A sua maior influência nestes primeiros anos - e que se manteve, provavelmente, ao longo de toda a sua carreira poética foi Percy Bysshe Shelley. Num ensaio sobre Shelley, escrito mais tarde, escreveu "reli o Prometeu Libertado… E parece-me que que tem um lugar ainda mais seguro do que pensava entre os livros sagrados deste mundo."
O primeiro poema com alguma importância de Yeats foi The Isle of Statues (A Ilha das Estátuas), uma obra de cariz fantástico que foi buscar Edmund Spenser para modelo poético. Depois de ter saído com um número da Dublin University Review nunca mais foi republicado. O seu primeiro livro publicado foi o panfleto Mosada: A Dramatic Poem (1886), que já tinha aparecido na mesma revista - a nova impressão, em formato de livro teve uma edição de 100 cópias pagas pelo seu pai. Seguiu-se The Wanderings of Oisin and Other Poems (As peregrinações de Oisin e outros poemas) (1889). Este longo título da mais antiga obra de Yeats que não foi renegada na sua maturidade baseava-se em poemas do Ciclo Feniano da Mitologia irlandesa. Este poema, que levou dois anos a ser completado, é ainda marcado pelo estilo de Ferguson e dos pré-Rafaelitas, ao mesmo tempo que inaugurava um dos temas mais presentes na obra de Yeats: o apelo de uma vida de contemplação versus o apelo de uma vida de acção. Depois das Peregrinações de Oisin, Yeats não voltou a escrever poemas longos. Os seus outros poemas inaugurais são canções líricas que versam o amor, além de temas esotéricos e místicos.
A família de Yeats voltou para Londres em 1887, e em 1890, Yeats co-fundou o Rhymer's Club com Ernest Rhys. Este grupo de poetas, partilhando ideias e convicções, reunia-se regularmente e começou a publicar antologias em 1892 até 1894. Entre outras colectâneas iniciais podemos citar Poems (1895), The Secret Rose (1897) e The Wind Among the Reeds (O vento entre os juncos) (1899).

## O Renascimento Literário Irlandês e o Teatro Abbey
Em 1889, Yeats conheceu Maud Gonne, uma jovem herdeira que começava, na altura, a dedicar-se ao movimento nacionalista irlandês. Gonne tinha lido o poema The Isle of Statues e procurou conhecer o seu autor. Yeats mostrou desde cedo uma paixão cega e obsessiva em relação a Gonne, que teria um efeito significativo na sua vida e poesia posterior. Dois anos depois de se conhecerem, Yeats pediu-a em casamento, mas foi rejeitado. Em 1899, 1900 e 1901, o poeta tentou por mais três vezes a sua sorte mas foi sempre rejeitado. Em 1903 perdeu as esperanças, com o casamento de Gonne com o nacionalista irlandês John MacBride. Neste mesmo ano, Yeats deixou o país para realizar uma digressão de conferências nos Estados Unidos. Teve, entretanto, um caso com Olivia Shakespear, que conheceu em 1896, mas de quem se separou um ano depois.

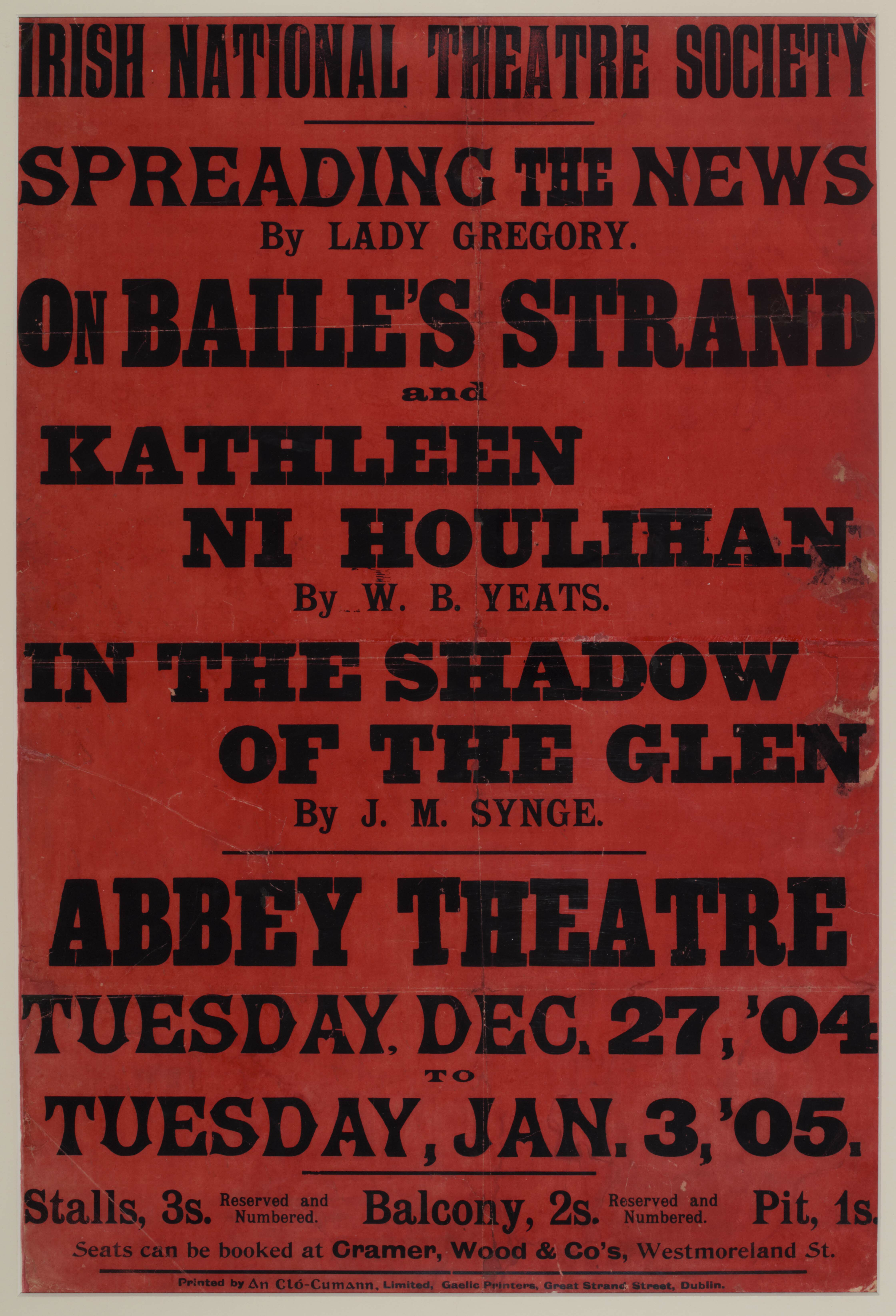
Cartaz de abertura do Abbey Theatre; eram apresentadas duas peças de Yeats.

Também em 1896, foi apresentado a Lady Gregory pelo seu amigo comum Edward Martyn. A Lady encorajou o nacionalismo de Yeats, convencendo-o a continuar a escrever peças dramáticas. Ainda que fosse influenciado pelo simbolismo francês, Yeats procurou sempre focar conteúdos e temas relacionados com a Irlanda. Esta sua inclinação foi reforçada pelo seu envolvimento na nova geração de jovens autores emergentes irlandeses. Em conjunto com Lady Gregory e Martyn, bem como de escritores como John M. Synge, Sean O'Casey, Padraic Colum e James Stephens, Yeats foi um dos responsáveis pelo estabelecimento do movimento literário que ficou conhecido como Renascimento Literário Irlandês (também designado de Renascimento Celta).
Além destes escritores, que constituíam a parte criativa do movimento, muito da energia desta corrente literária derivou das traduções levadas a cabo por muitos académicos que abriam novos horizontes ao trazerem a descoberto as antigas sagas e a poesia Ossiânica (de Ossian), bem como pela valorização das mais recentes canções folclóricas em gaélico. Um destes académicos mais brilhantes foi Douglas Hyde, que tornar-se-ia o primeiro Presidente da Irlanda, cujas Love Songs of Connacht (Canções amorosas de Connacht) são muito admiradas.
Uma das maiores e mais duradouras conquistas deste Renascimento foi a fundação do Teatro Abbey. Em 1899, Yeats, Lady Gregory, Martyn e George Moore fundaram o Teatro Literário Irlandês. Este não teve, contudo, grande sucesso e sobreviveu apenas por dois anos. Depois, ao trabalhar em conjunto com dois irmãos com experiência no meio teatral, William e Frank Fay, bem como a secretária voluntária de Yeats, Annie Elizabeth Fredericka Horniman (uma inglesa de posses que já estivera envolvida na apresentação de Arms and the Man (O Homem e as armas), de George Bernard Shaw, em Londres, em 1894), o grupo estabeleceu a Irish National Theatre Society (Sociedade do Teatro Nacional Irlandês). Pouco depois, estavam em condições de, em conjunto com John Millington Synge, adquirir um edifício em Dublin onde abriram o Abbey Theatre, a 27 de Dezembro de 1904. Duas das peças de Yeats inauguraram a casa. Yeats continuou ligado a este teatro para o resto da vida, tanto como membro da direcção como dramaturgo particularmente prolífico.
Em 1902, Yeats ajudou a fundar a Dun Emer Press onde seriam publicadas obras de escritores ligados ao Renascimento. A editora mudou de nome para Cuala Press em 1904. Daí em diante, até fechar as portas em 1946, a editora, mantida pelas irmãs do poeta, editou mais de 70 obras, sendo 48 do próprio Yeats. O poeta passou o verão de 1917 com Maud Gonne. Desta vez, pediu em casamento a filha desta, Iseult, mas recebeu a mesma resposta que já tivera da mãe. Em setembro, pedia a mão a George Hyde-Lees, com melhor sorte, casando-se a 20 de Outubro. Por esta altura, comprou o Castelo Ballylee, perto de Coole Park, mudando-lhe o nome para Thoor Ballylee. Foi nesta fortificação que passou a maior parte das épocas estivais que se seguiram até à sua morte.

## Misticismo
Yeats teve, ao longo de toda a sua vida, um interesse enorme pelo misticismo e pelo espiritualismo. Em 1885 formou com alguns amigos a Dublin Hermetic Order (Ordem Hermética de Dublin). Esta sociedade realizou a sua primeira reunião a 16 de Junho, com Yeats a presidi-la. No mesmo ano, a Loja Teosófica de Dublin arranca com o envolvimento de Brahmin Mohini Chatterjee. Yeats participou da sua primeira sessão no ano seguinte. Em 1900 torna-se dirigente da Ordem Hermética da Aurora Dourada, de que fazia parte desde 1890. Depois do seu casamento mostrou também interesse por uma forma de escrita automática, que desenvolveu com a sua mulher.
As inclinações místicas de Yeats, influenciadas pela religião Hindu (Yeats traduziu Os dez principais Upanishads (1938) com Shri Purohit Swami), crenças teosóficas e pelo ocultismo, serviriam mais tarde de base para a sua poesia, o que levou alguns críticos a atacá-lo de falta de credibilidade intelectual. W. H. Auden criticou o seu último estádio poético como sendo um espectáculo deplorável de um homem maduro ocupado com o nonsense indiano. Contudo, é inegável que Yeats escreveu muita da sua mais duradoura poesia nesta altura. A metafísica das últimas obras de Yeats devem ser lidas relacionando-as com os princípios expostos em A Vision (1925), lido hoje em dia mais como um documento essencial para a compreensão deste último período poético do que pelo seu valor filosófico efectivo.

## Modernismo
Em 1913, Yeats conheceu o jovem poeta norte-americano Ezra Pound. Pound tinha viajado até Londres, em parte com a intenção de conhecer Yeats, que considerava "o único poeta merecedor de um estudo sério". A partir dessa altura até 1916, os dois passaram os invernos numa casa de campo na Floresta de Ashdown, com Pound a exercer as funções de secretário de Yeats. Pound tinha preparado um publicação de versos de Yeats na revista Poetry, com as suas próprias alterações não autorizadas, reflectindo a aversão de Pound pela prosódia victoriana. Contudo, estas diferenças não impediram que se tivessem apercebido de tudo o que podiam aprender um com o outro. Um exemplo era  o conhecimento que Yeats obtivera sobre as peças de teatro Japonês Noh que lhe foram apresentadas pela viúva de Ernest Fenollosa e que lhe serviriam de modelo para o tipo de drama aristocrático que pretendia escrever. A primeira das suas peças inspiradas no teatro Noh foi At the Hawk's Well cujo primeiro esboço foi ditado a Pound em Janeiro de 1916.
Yeats é, geralmente, considerado um dos poetas chave em língua inglesa do século XX. Ao contrário dos outros poetas modernistas, cultores do verso livre, Yeats era um mestre das formas poéticas tradicionais. O impacto do modernismo na obra de Yeats pode notar-se no abandono da dicção poética convencional dos primeiros anos da sua obra, para uma linguagem mais austera e uma abordagem mais directa dos temas característicos da sua poesia e teatro da fase intermédia, como acontece nas obras In the Seven Woods, Responsibilities, e The Green Helmet.

## Política
Não foi só em termos literários que Yeats mudou de parecer, nesta altura. As suas preocupações políticas abandonaram por esta altura a esfera da política cultural em que se tinha envolvido nos primeiros anos do Renascimento Irlandês. Na sua obra dramática inicial, a sua postura essencialmente aristocrática levou-o a idealizar a classe camponesa irlandesa, revelando uma certa vontade de ignorar a pobreza e sofrimento real do quotidiano camponês. Contudo, a emergência de um movimento político importante nas fileiras da classe média católica obrigou-o a alterar a sua atitude.
As novas tendências políticas de Yeats são manifestas no seu poema September 1913 (Setembro de 1913), com o seu conhecido refrão "Romantic Ireland's dead and gone,/It's with O'Leary in the grave" ("A Irlanda Romântica está morta,/Jaz com O'Leary na sepultura"). Este poema é um ataque aos patrões de Dublin envolvidos na famosa greve de 1913, em defesa das tentativas de James Larkin em organizar o movimento trabalhista irlandês. Na Páscoa de 1916, com a seu igualmente famoso "All changed, changed utterly:/A terrible beauty is born" (Tudo mudou, mudou subitamente:/Uma terrível beleza nasceu"), Yeats defronta a sua falha em reconhecer os méritos dos líderes da Insurreição da Páscoa apenas devido às suas origens e vidas humildes.
Yeats foi nomeado para o Seanad Éireann em 1922 onde, entre outras coisas, presidiu o comité encarregado de seleccionar os desenhos para a primeira cunhagem de moeda da Irlanda Livre. Teve um papel de relevo no debate em relação à legislação antidivórcio, em 1925, da qual era opositor. Descreveu-se a si mesmo, enquanto figura pública, apenas como "A sixty-year-old smiling public man" ("uma figura pública sorridente de sessenta anos de idade"), como se pode ler no seu poema de 1927, "Amongst School Children". Saiu do Senado em 1928 devido a problemas de saúde.
As atitudes essencialmente aristocráticas, bem como a convivência com Pound, levaram-no a expressar por diversas vezes a sua admiração por Mussolini. Escreveu também algumas canções de "marcha" para os camisas azuis do general Eoin O'Duffy, um movimento político com tendências fascistas (as canções nunca foram usadas pelo movimento). Contudo, quando Pablo Neruda o convidou a visitar Madrid em 1937, Yeats respondeu-lhe numa carta onde defendia a República e repudiava o Fascismo. As tendências políticas de Yeats eram, portanto, confusas e ambíguas: nunca se tendo mostrado simpatizante da esquerda (e da democracia), distanciou-se também do Fascismo nos últimos anos da sua vida. Esteve também envolvido num movimento a favor da eugenia (apuramento da raça).

## Obra tardia

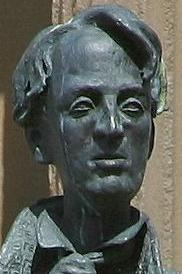
Estátua de Yeats em Sligo, Irlanda

Nos seus últimos poemas e peças teatrais, Yeats abandonou os temas políticos que caracterizavam o período intermédio da sua obra e começou a inspirar-se no seu universo pessoal, incluindo os filhos e a experiência do envelhecimento. O próprio Yeats, no poema "The Circus Animals' Desertion", publicado na sua última colectânea, descreve o seu processo criativo com os seguintes versos "Now that my ladder's gone,/I must lie down where all the ladders start/In the foul rag and bone shop of the heart" (proposta de tradução, não literal: "Agora que a minha ascensão terminou,/Devo repousar onde todas as ascensões começam/Nos trapos imundos e ossuário do coração").
Em 1929, habitou Thoor Ballylee pela última vez. Passou a maior parte dos seus últimos dias fora da Irlanda, ainda que tenha alugado uma casa em Rathfarnham, um subúrbio de Dublin, a partir de 1932. Foi muito produtivo nos últimos anos da sua vida, publicando poesia, peças e prosa. Em 1938, foi ao Teatro Abbey pela última vez, assistir à estreia da sua peça Purgatory. A sua autobiografia, Autobiographies of William Butler Yeats, foi publicada no mesmo ano.
Depois de sofrer de diversas mazelas, por alguns anos, Yeats morre no Hôtel Idéal Séjour, em Menton, França, a 28 de Janeiro de 1939, oito meses antes da Invasão alemã da Polónia. O seu último poema, The Black Tower refere-se ao mito do Rei Artur. Pouco depois, Yeats era sepultado provisoriamente em Roquebrune, até que, de acordo com o seu desejo, o seu corpo foi levado na corveta Irish Macha até Drumecliff, em Sligo, em Setembro de 1948. A sua sepultura é uma atracção turística importante em Sligo. O seu epitáfio, que repete o final de um dos seus poemas, Under Ben Bulben reza: "Cast a cold eye on life, on death; horseman, pass by!" ("Lança um olhar gélido à vida, à morte; cavaleiro, segue em frente!"). Sobre esta localidade, onde repousam os seus restos mortais, disse certa vez: "the place that has really influenced my life most is Sligo" ("Sligo foi, realmente, o local que mais influenciou a minha vida"). Sligo ostenta ainda uma estátua e um memorial em honra de Yeats.

## Obras
- 1886 — Mosada
- 1888 — Fairy and Folk Tales of the Irish Peasantry
- 1889 — The Wanderings of Oisin and Other Poems (As peregrinações de Oisin)
- 1891 — Representative Irish Tales
- 1891 — John Sherman and Dhoya
- 1892 — Irish Faerie Tales
- 1892 — The Countess Kathleen and Various Legends and Lyrics
- 1893 — The Celtic Twilight
- 1894 — The Land of Heart's Desire
- 1895 — Poems
- 1897 — The Secret Rose
- 1899 — The Wind Among the Reeds (O vento entre os juncos)

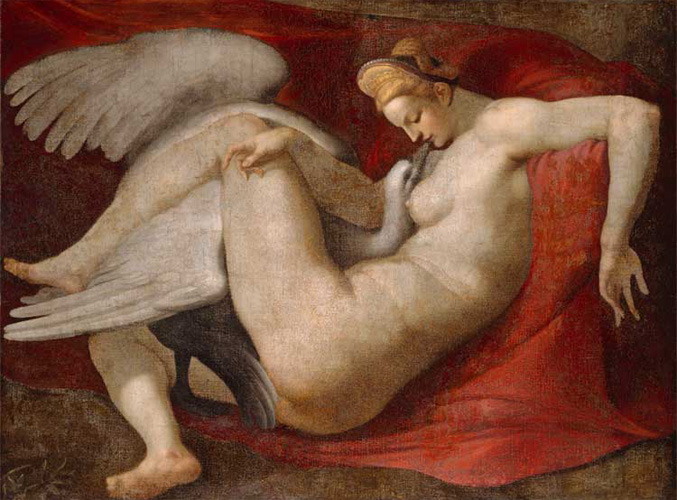
Um dos poemas de Yeats, coletado no livro The Tower, foi baseado no mito de Leda e o cisne.

- 1900 — The Shadowy Waters (As águas sombrias)
- 1902 — Cathleen ni Houlihan
- 1903 — Ideas of Good and Evil
- 1903 — In the Seven Woods
- 1907 — Discoveries (Descobertas)
- 1910 — The Green Helmet and Other Poems
- 1912 — The Cutting of an Agate
- 1913 — Poems Written in Discouragement
- 1914 — Responsibilities
- 1916 — Reveries Over Childhood and Youth
- 1917 — The Wild Swans at Coole
- 1918 — Per Amica Silentia Lunae
- 1920 — The Second Coming (O Segundo Advento)
- 1921 — Michael Robartes and the Dancer
- 1921 — Four Plays for Dancers (Quatro peças para dançarinos)
- 1921 — Four Years
- 1924 — The Cat and the Moon
- 1925 — A Vision (Uma Visão)
- 1926 — Estrangement
- 1926 — Autobiographies
- 1927 — October Blast
- 1928 — The Tower (A Torre)
- 1929 — The Winding Stair
- 1933 — The Winding Stair and Other Poems(A escada em caracol)
- 1934 — Collected Plays
- 1935 — A Full Moon in March
- 1938 — New Poems (Novos poemas)
- 1939 — Last Poems and Two Plays (Últimos poemas e duas peças) (póstumo)
- 1939 — On the Boiler (póstumo)

### Impressa
- Foster, R. F. W. B. Yeats: A Life, Vol. I: The Apprentice Mage (OUP 1996).
- Foster, R. F. W. B. Yeats: A Life,Vol. II: The Arch-Poet 1915-1939 (OUP 2003).
- Igoe, Vivien. A Literary Guide to Dublin. (Methuen, 1994)
- Longenbach, James. Stone Cottage: Pound, Yeats, and Modernism. (Oxford  UP, 1988).
- Ryan, Philip B. The Lost Theatres of Dublin. (The Badger Press, 1998)